# Конфлан-ан-Жарнизи
Конфла́н-ан-Жарнизи́ (фр. Conflans-en-Jarnisy) — коммуна во французском департаменте Мёрт и Мозель, региона Лотарингия. Центр одноимённого кантона.	

## География
Конфлан-ан-Жарнизи расположен в 24 км к западу от Меца и в 60 км к северо-западу от Нанси. Стоит при слиянии рек Ирон и Орна. Соседние коммуны: Аббевиль-ле-Конфлан на севере, Лабри, Жиромон на востоке, Жарни на юго-востоке, Фриовиль на юго-западе, Бомон на западе.

## История
На территории коммуны находятся следы галло-романского периода. Замок Конфлан-ан-Жарнизи впервые упоминается в 1093 году. Городская крепость была разрушена шведами в 1636 году. Название коммуны связано с её положением при слиянии двух рек Ирон и Орна.

## Демография
Население коммуны на 2010 год составляло 2413 человек.
| 1962 | 1968 | 1975 | 1982 | 1990 | 1999 | 2010 |
| ---- | ---- | ---- | ---- | ---- | ---- | ---- |
| 2802 | 2850 | 2593 | 2890 | 2728 | 2500 | 2413 |